# Liste der Gouverneure von Hubei
Dies ist die Liste der Gouverneure der chinesischen Provinz Hubei.
| Name           | Amtszeit  |
| -------------- | --------- |
| Guo Zhengqian  | 1985–1990 |
| Guo Shuyan     | 1990–1993 |
| Zhang Guoguang | 2001–2002 |
| Luo Qingquan   | 2003–2007 |
| Guo Gengmao    | 2007–2008 |
| Li Hongzhong   | 2008–2010 |
| Wang Guosheng  | 2010–2016 |
| Wang Xiaodong  | 2016–     |